# Герб Івано-Франківська
Герб Іва́но-Франкі́вська — офіційний символ міста Івано-Франківськ. Затверджений міською радою 17 лютого 1995 року.

## Опис
|  | В іспанському щиті в лазуровому полі — срібна міська брама з золотими відчиненими воротами і трьома рівновисокими вежами, кожна з яких завершена трьома зубцями і має по п'ять бійниць. В отворі брами стоїть архистратиг Михаїл з опущеними крилами і піднятим мечем у правій руці та щитом у лівій. Щит увінчаний золотою міською короною з трьома вежами. Великий герб містить зображення малого герба, увінчаного срібною міською короною, обабіч щит підтримують дві сірі короновані галки з розпростертими крильми. |

## Трактування символів
У гербі використано як головну геральдичну фігуру фортечну стіну з трьома вежами та відкритою брамою. Фортечна брама символізує створення міста як форпосту проти нападу ворога. Її змодифіковано з копії герба Станиславова (1663 р.). Допоміжну геральдичну фігуру — покровителя і захисника міста архангела Михаїла поміщено у відкритій брамі фортечної стіни. Вона ніби охороняє вхід до міста. Кам'яна корона над щитом засвідчує, що Івано-Франківськ належить до європейських міст, покровителькою яких вважалася грецька богиня Тіхе. Щитотримачі — чорні галки з коронами символізують Галицьку землю, на терені якої виникла фортеця Станиславів.

## Історичні герби
Наданий королем у 1663, герб видозмінювався перезатверджувався не менше п'яти разів: у 1790, близько 1897, 1938, 1986 і 1995.  Відповідно до цих видозмін у міській геральдиці Станиславова можна виділити 5 періодів, кожен з яких розпочинається узаконенням міського герба органами самоврядування і тривав до ухвалення нового символу.

### Первісний герб Станиславова (1663)

Герб Станиславова 1663 р.

Перший герб Станиславову надав король Ян Казимир у локалізаційному привілеї галицькому старості Андрієві Потоцькому на заснування на землях колишнього села Заболоття нового міста. Датувався цей документ 14 серпня 1663. Він надавав новозакладеному поселенню магдебурзьке право й, окрім інформації про межі поселення, привілеї міщанам, час проведення ярмарків, містив опис і кольоровий малюнок герба Станиславова. Майже два століття диплом зберігався у родинному архівосховищі в палаці Потоцьких, а потім був переданий в архів магістрату. Проте оригінал привілею із зображенням першого герба міста не дійшов до цього часу. Копія привілею, яку також затверджував король, зберігалась у державних сховищах. Зараз вона зберігається у відділі рукописів Ягеллонської бібліотеки Кракова (№ 972. — Арк. 183 зв).
Герб Станиславова, наданий у 1663, виглядав так:

| У польському щиті — на пагорбі ренесансна оборонна міська брама, завершена дев’ятьма зубцями. Обабіч від її відкритих воріт — півкруглі башти, побудовані з блоків тесаного каменю. Над брамою — дві бійниці (або отвори для ланцюга, що опускав і піднімав міст через рів), у півциркульній арці з архівольтом — родинний герб Потоцьких Пилява. Позаду брами — три вежі, кожна з яких мала по три бланки (зубці) і п’ять видовжених вікон або бійниць. |

### «Ранньо-австрійський» герб Станиславова (1790)

Зображення герба міста у «Календарі станиславівськім на 1839 р.»

5 жовтня 1790 австрійський цісар затвердив новий герб Станиславова. Зображення ухваленого герба зустрічається у Станиславівському календарі за 1856 рік. Це один з найвдаліших варіантів давньої міської символіки.
Зображення герба на вищезгаданому календарі мало такий вигляд:

| Французький щит обрамлений картушем з дубового листя. В червоному полі щита на зеленому пагорбі зображено цегляну фортечну браму з відкритими воротами. В проймі брами на східцях – хрест Пилява. Надбрамна півциркульна арка окреслена архівольтом із замковим каменем. Вежі мають по 5 зубців, горизонтальні тяги і кілька бійниць (точна кількість не проглядається). Площина фортечної стіни і башт увінчана розвиненим карнизом. Бокові вежі утворюють півкруглі об’єми і потовщуються донизу. Центральна вежа ледь вища і ширша за бічні. |

### «Пізньо-австрійський» герб Станиславова

Герб міста на чавунних опорах будинку по вул. Коновальця, 117

Відповідно до нового закону про міські управи в середині 90-х рр. XIX ст. місцеві органи самоуправління почали розробляти нову регіональну символіку. Проєкт Станиславівського магістрату мав незначні зміни, тому досить швидко його схвалило Міністерство внутрішніх справ у Відні. На 1895 рік Станиславів уже мав новий герб. Уперше новий символ зустрічається на плані міста, складеному в цьому році. Розрізняють його за кількістю і формою віконечок у вежах.
На всіх рисунках герб виглядав так:

| У щиті, прикрашеному бароковим картушем, на пагорбку розташована вимурувана з тесаного каменю відчинена оборонна брама. Позаду неї — три рівновисокі вежа. Кожна з них увінчувалася п’ятьма зубцями й мала чотири видовжені бійниці. Центральна вежа в нижній частині мала два квадратові віконні отвори, крайні вежі — по одному. Обабіч відчиненої брами — півкруглі башти з одним вікном, а в отворі брами — герб Потоцьких Пилява. |

### Польський герб (1938)

Польський герб міста

Видане Міністерством внутрішніх справ Польщі на початку 30-х рр. XX ст. розпорядження про запровадження нових міських гербів змусило магістрат запустити механізм створення проєкту нового герба Станиславова. Влітку 1937 міський уряд доручив «виділу історичному» написати історичну довідку і розробити методичні рекомендації для технічного виконавця проєкту. За складення такої довідки взявся краєзнавець Юзеф Зелінський. Його розвідка з міської геральдики Станиславова вийшла окремою брошурою у 1938 під назвою «Herb miasta Stanislawowa» (теперішній аналіз його праці дає підстави говорити про допущення ним кількох серйозних помилок).
Довідку Зелінського офіційно узаконили як методичні вказівки до розробки проєкту нового герба міста. Художники, керуючись висновками краєзнавця, почали подавати свої проєкти на суд комісії. Першим свій варіант герба запропонував студент Львівської політехніки Боніфацій Бенеш. Однак він не сподобався депутатам міської ради.
Другий проєкт герба подав на розгляд міським обранцям художник Омелян Доубрава. Його роботу визнали доброю і вислали на погодження у Міністерство внутрішніх справ. Варшавські знавці геральдики зробили деякі зауваження і відправили проєкт на доопрацювання.
Останній проєкт виконав художник Леопольд Сімек. Він врахував рекомендації наглядових органів до проєкту О. Доубрави. Тому коли мова йде про авторство герба, то авторами слід вважати обох художників і, звичайно, Ю. Зелінського.
Третій проєкт ухвалили на засіданні міської Ради Станиславова 10 березня 1938. Міністерство внутрішніх справ остаточно затвердило його 16 травня того ж року. Правової чинності новий герб набув після опублікування його в часописі «Монітор польський» 24 травня 1938 р.

| На червоному щиті уніфікованої форми подано в’їзну браму оборонного муру і три спостережні вежі з тесаних кам’яних блоків. В’їзна брама обмежена з боків півкруглими вежами з двома видовженими півциркульними вікнами. Увінчують об’єми веж і муру дванадцять зубців, нижче розташовано шість видовжених вікон з півциркульним завершенням. У відкритій арковій брамі з підведенням воріт брунатного кольору на блакитному фоні подано герб Потоцьких – Пиляву. Три однакової висоти півкруглі вежі жовтого кольору позаду муру мають по три зубці, а також по одній ключоподібній бійниці чорної барви. Вся композиція герба розташована на зеленому пагорбі. Ярусність фортечного муру виділена цоколем і бланкуванням.[10] |

### Радянський герб Івано-Франківська (1986)

Герб міста, затверджений у 1986 р.

У роки радянської влади місто тривалий час не мало свого герба. З 60-х рр. символом Івано-Франківська стає ратуша, проте поступово вона втрачає популярність і перестає вважатися головною емблемою міста.
У липні 1986 міськвиконком ухвалив рішення про проведення відкритого конкурсу на найкращий проєкт герба. У результаті конкурсу було відібрано проєкт герба, представленого у трьох варіантах (кольоровий, чорно-білий та рельєфний), які лягли в основу нового геральдичного символу обласного центру. Їх авторами були художник Микола Сарапін і архітектор Василь Коропчук. 19 грудня 1986 9-та сесія міської ради затвердила проєкт Сарапіна та Коропчука як офіційний герб Івано-Франківська, попри наявність у всіх трьох варіантах кількох серйозних порушень геральдичних законів.
| Основою герба є давньоруський червоний щит з блакитною главою, відділеною золотистою лінією, що нагадує контури Карпатських гір. Головна геральдична фігура – стилізований золотий ключ. Над його віссю – невелике зображення серпа і молота. Верхня частина ключа виконана у формі орнаменту вишивки. В центральній частині – контур оборонної вежа. Під нею в шестикутній табличці – дата «1662» – рік заснування міста. У нижній частині ключа зображено половину шестерні і фрагмент перфострічки. Гербове поле щита умовно розділене двома поперечними хвилястими смугами золотистого кольору. В лазуровій главі напис: «Івано-Франківськ».[14] |
Трактування символів за пояснювальною запискою:
|  | Герб виконано у кольорах державного прапора УРСР. Барви щита червона та блакитна відповідали кольористиці стяга республіки. Разом із серпом і молотом барви мали засвідчувати, що Івано-Франківськ – невід’ємна складова частина території УРСР. Ключ символізував місто як географічний, економічний, адміністративний і культурний центр Прикарпаття. Орнамент вишивки уособлював самобутню народну творчість жителів краю. Вежа була символом історичного минулого, шестерня і перфострічка засвідчували перетворення міста на промислового гіганта. Дві хвилясті золоті лінії мали викликати асоціації з розташуванням населеного пункту в межиріччі двох Бистриць. |

### Сучасний герб Івано-Франківська (1995)
Рішенням Івано-Франківського міськвиконкому в травні 1990 оголошено конкурс на найкращий проєкт нового герба міста. Переможцеві міськвиконком обіцяв виплатити премію 1500 крб. Умови конкурсу не обмежували пошукачів певними геральдичними фігурами чи символами, які обов'язково мали б бути зображені на гербі міста.
1 грудня 1993 15-та сесія Івано-Франківської міської Ради народних депутатів затвердила ухвалу «Про герб міста Івано-Франківська». Було схвалено проєкт І. Марчука з фортечною брамою й архангелом Михаїлом. Однак представники Українського геральдичного товариства відшукали в цьому проєкті кілька помилок. До того ж не було досягнуто згоди з виготовлення ескізів проєктів великого герба і прапора міста Івано-Франківська. Тож робота над остаточним варіантом тривала.
Навесні 1994 перед святкуванням дня міста сесія Івано-Франківської міської Ради ухвалила рішення взяти за основу нового герба міста поданий ще у 1992 р. і доопрацьований проєкт художника І. Марчука. Виглядав він тоді так:

| На блакитному гербовому полі у ренесансному щиті, окантованому золотою смужкою, зображений потужний фортечний мур з тесаного каменю кольору пісковику з трьома бланкованими вежами, в кожній з яких по одній бійниці. Арка воріт акцентована рустованим архівольтом. Вгорі над брамою та на баштах — по два вікна. В абрисах відчиненої брами на блакитному тлі у білих шатах бачимо архангела Михаїла, який тримає в праві руці нахилений меч, а лівою опирається на щит золотої барви. Герб увінчаний міською короною.[18] |
17 лютого 1995 міська Рада остаточно затвердила проєкт.
1 квітня 1995 згідно з ухвалою міської ради новий герб з'явився у залі засідань міськради, на фасадах її будинків, головпоштамту, вокзалів, аеропорту й на вказівних знаках при в'їзді до міста. Переможцем конкурсу на найкращий проєкт герба, великого герба і хоругви м. Івано-Франківська став відомий на всю Україну 35-літній художник-графік Іван Марчук (1960 р.н.), який три з половиною роки працював над проєктом і виконав біля сотні ескізів.